# Anaea florita
Anaea florita är en fjärilsart som beskrevs av Druce 1877. Anaea florita ingår i släktet Anaea och familjen praktfjärilar. Inga underarter finns listade i Catalogue of Life.